# Bartolino da Padova
Bartolino da Padova (també conegut com a "Magister Frater Bartolinus de Padua") (fl. c. 1365 - c. 1405) va ser un compositor italià de finals del segle XIV. És un representant del període estilístic conegut com el Trecento, de vegades conegut com l'"ars nova italià", el període de transició entre la música medieval i la renaixentista a Itàlia.

## La vida
Gairebé no se sap res amb certesa sobre la seva vida, però es pot inferir alguna informació de la seva música. Probablement era de Pàdua i era carmelita, perquè al Còdex Squarcialupi apareix una imatge seva en la qual porta la vestimenta d'aquesta orde. Molt probablement va estar al servei de la família Carrara, ja que en la seva música apareixen referències a ells. Hi ha la possibilitat que passés cert temps a Florència entre el 1389 i el 1390. Les referències a la família Visconti en la seva música s'han interpretat de manera variada: alguns estudiosos han suggerit que estava lluny de Pàdua, i pot haver estat treballant en suport de Gian Galeazzo Visconti durant el període de la seva campanya de conquesta al nord d'Itàlia, que incloïa Pàdua, mentre que els estudiosos més recents han intentat refutar aquesta visió, suggerint en canvi que les referències poden ser o bé satíriques o en suport de la família Carrara.

## Música
El Còdex Squarcialupi, la font més gran de música italiana del segle XIV, conté 37 peces de Bartolino. Algunes altres fonts contenen peces seves i la seva música era evidentment molt estesa, cosa que indica la seva reputació.
La música de Bartolino, a diferència de la del seu contemporani Francesco Landini, mostra poca influència de l'ars nova francès. Els seus 27 ballats són gairebé tots duets vocals, a la moda italiana (els francesos en aquell moment els escrivien principalment com una única línia vocal amb una o dues parts instrumentals d'acompanyament). Sobreviuen onze madrigals de Bartolino; com el ballate, són majoritàriament per a dues veus, però hi ha dues peces per a tres, i una d'elles (La Fiera Testa) té un text macarrònic trilingüe, una estrofa en italià, una en llatí i la secció final de Ritornello en francès. Aquesta pràctica era habitual a l'alta edat mitjana però s'havia tornat poc freqüent a finals del segle XIV.

## Discografia
- 1999 – The Saracen and the Dove. Orlando Consort (Deutsche Grammophon) Dades a medieval.org - (anglès) (Obres de Caserta, Ciconia, Padova i Teramo)
- 2005 – O tu cara sciença mia musica. Works from the Squarcialupi Codex. Ensemble Tetraktys (Olive Music) Dades a medieval.org - (anglès)

## Més lectura
- Richard H. Hoppin, Música medieval . Nova York, WW Norton & Co., 1978. ISBN 0-393-09090-6
- Kurt von Fischer /Gianluca d'Agostino: "Bartolino da Padova", Grove Music Online ed. L. Macy (Accés el 29 de juny de 2005), (accés per subscripció) Arxivat 2008-05-16 a Wayback Machine.